# 6285 Інграм
6285 Інграм (6285 Ingram) — астероїд головного поясу, відкритий 2 березня 1981 року.
Тіссеранів параметр щодо Юпітера — 3,350.